# 祇園盛者の鐘が鳴る
『祇園盛者の鐘が鳴る』（ぎおんしょうじゃのかねがなる）は、2004年11月17日に発売した日本のヴィジュアル系バンド、アリス九號.の1作目のアルバム。

## 概要
- 2004年11月17日に1stプレス限定5000枚完売。のち2005年11月23日、2010年3月1日に再発。
- スーパーバイザーとしてKagrra,の真(Gu)が手掛けている。

## 収録曲
1. グラデーション
  - 作詞：将  作曲：アリス九號.
2. 極彩極色極道歌<G3>
  - 作詞：将  作曲：アリス九號.

のちにアレンジされ、シングル「BLUE FLAME」通常盤に曲名を「<G3>」として収録された。
3. 朱い風車
  - 作詞：将  作曲：アリス九號.
4. 本日ハ晴天ナリ
  - 作詞：将  作曲：アリス九號.
5. H.A.N.A.B.I.
  - 作詞：将  作曲：アリス九號.